# Edonis helena
Edonis helena is een libellensoort uit de familie van de korenbouten (Libellulidae), onderorde echte libellen (Anisoptera).
De wetenschappelijke naam Edonis helena is voor het eerst geldig gepubliceerd in 1905 door Needham.